# Salahdine Hmied
Salahdine Hmied (arab. ‏صلاح الدين حميد‎; ur. 1 września 1961 w Sidi Kasim) – marokański piłkarz grający na pozycji bramkarza.

## Kariera klubowa
Salahdine Hmied w czasie kariery piłkarskiej grał w FAR Rabat.

## Kariera reprezentacyjna
W reprezentacji Maroka Salahdine Hmied grał w latach osiemdziesiątych.
W 1984 uczestniczył w Igrzyskach Olimpijskich w Los Angeles. Na turnieju olimpijskim był rezerwowym i nie wystąpił w żadnym meczu grupowym.
W 1986 roku uczestniczył w Mistrzostwach Świata 1986 w Meksyku.
Na Mundialu był rezerwowym i nie wystąpił w żadnym spotkaniu.